# Majnard

Majnard bio talijanski prelat Katoličke Crkve i kardinal. Bio je papin izaslanik u Hrvatskoj i Dalmaciji u 11. stoljeću.
Godine 1052. se spominje kao opat samostana sv. Marije na Pomposi, a 1059. kao član papinske kancelarije. Godine 1060. papa Nikola II. šalje ga u Hrvatsku i Dalmaciju zbog provedbe odredbi Lateranskog sabora.
U veljači 1060. bio je prisutan u Biogradu prigodom darivanja samostana sv. Ivana Evanđelista. Nakon toga Majnard odlazi u Split gdje je bio sazvan crkveni sabor. Tada su bili prihvaćeni zaključci lateranskog sabora te je, uz ostalo, bilo zabranjeno ređenje svećenika koji ne znaju latinski te se na tajn način željelo ukinuti slavensko bogoslužje.
Papa Aleksandar II. ga je imenovao kardinalom i biskupom Silvae Candidae te bibliotekarom Svete stolice te predstojnikom papinske kancelarije i datarom isprava. Na dužnosti se spominje prvi put 1063. godine. Svjedočanstva o njemu njemu donosi i Toma Arhiđakon.

### Mrežna sjedišta
- Majnard. Hrvatska enciklopedija LZMK. Pristupljeno 16. lipnja 2025.